# Odyssée d'un paysan à Paris
Odyssée d'un paysan à Paris è un cortometraggio del 1905 diretto da Charles-Lucien Lépine.

## Trama
Un bel giorno, un contadino decide di andare a visitare Parigi con la sua cesta appesantita da due conigli.